# Stężyca (Pomerania)
Stężyca (in casciubo Stãżëca, in tedesco Königlich Stendsitz) è un comune rurale polacco del distretto di Kartuzy, nel voivodato della Pomerania.
Ricopre una superficie di 160,3 km² e nel 2004 contava 8 537 abitanti.
Il casciubo è riconosciuto e tutelato nel comune come lingua della minoranza.